# Antoni Stolpe der Jüngere

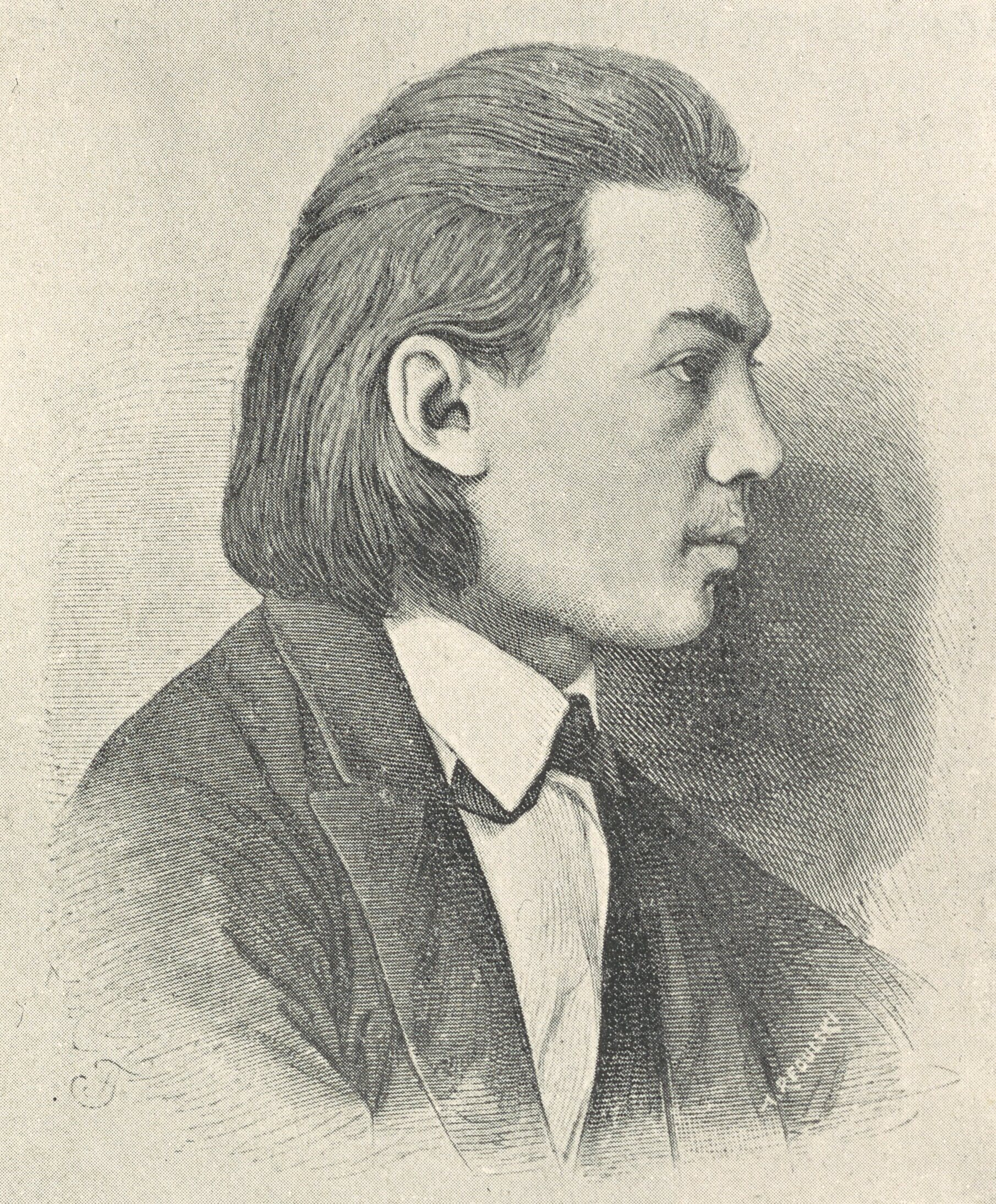
Antoni Stolpe

Antoni Stolpe (* 23. Mai 1851 in Puławy; † 7. September 1872 in Meran) war ein polnischer Komponist.
Der Sohn des Musiklehrers Edward und Enkel des Komponisten Alojzy Stolpe studierte in Warschau bei Karl August Freyer und Stanisław Moniuszko. Fünfzehnjährig komponierte er O salutaris Hostia für gemischten Chor und ein Quintett für Streicher und Orgel. Drei Konzerte mit eigenen Werken – darunter eine Konzertouvertüre, ein Sextett für Klavier und Streicher, ein Klaviertrio, Scena dramatyczna für Cello und Streichquintett, Klavieretüden und ein Orchesterlied nach Victor Hugo – verschafften ihm die Mittel zu einer Studienreise nach Berlin 1869.
Hier studierte er Komposition bei Friedrich Kiel und nahm Klavierunterricht an Theodor Kullaks Neue Akademie der Tonkunst, der ihm die Leitung einer Klavierklasse übertrug. In Berlin erschien als einziges Werk zu seinen Lebzeiten seine Klaviersonate d-Moll im Druck. Als letztes vollendetes Werk entstand in Berlin eine Sonate für Violine und Klavier. An einer Lungenentzündung erkrankt kehrte Stolpe 1872 nach Warschau zurück. Ein Kuraufenthalt in Meran sollte seine Gesundheit wiederherstellen, hier starb er im September des gleichen Jahres.
Nach dem Tod seines Vaters zwei Jahre später wurden die Werke des Komponisten, den Zeitgenossen wie Władysław Żeleński und Zygmunt Noskowski als ein Chopin vergleichbares Genie angesehen hatten, verstreut und gerieten in Vergessenheit. Erst 2001 entdeckte der Musikwissenschaftler Wróbel im Nachlass von Stanisław Golachowski Variationen für Streichquartett von Stolpe und brachte sie beim Festival der polnischen Kammermusik in Warschau zur Aufführung. Die Stiftung Pro Musica Camerata organisierte eine Aufführung aller auffindbaren Werke Stolpes an der Warschauer Kammeroper, bei der auch eine dreiteilige Gesamtaufnahme seiner Werke unter dem Titel Antoni Stolpe - opera omnia entstand.

## Quelle
- Radio Mariya - Antoni Stolpe - następca Chopina
- ANTONI STOLPE (1851-1872) - A FORGOTTEN COMPOSER

| Personendaten    | Personendaten              |
| ---------------- | -------------------------- |
| NAME             | Stolpe, Antoni der Jüngere |
| ALTERNATIVNAMEN  | Stolpe, Antoni             |
| KURZBESCHREIBUNG | polnischer Komponist       |
| GEBURTSDATUM     | 23. Mai 1851               |
| GEBURTSORT       | Puławy                     |
| STERBEDATUM      | 7. September 1872          |
| STERBEORT        | Meran                      |